# Alectrosaurus olseni
L'alectrosauro (Alectrosaurus olseni Gilmore, 1933) era un dinosauro carnivoro di medie dimensioni che è stato ritrovato nel 1923 in Mongolia, in terreni del Cretaceo superiore la cui età è stimata per eccesso circa da 85 a 71 milioni di anni fa.

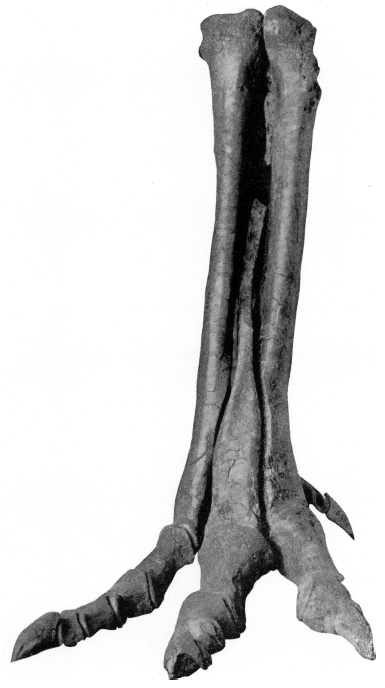
Ossa della zampa posteriore destra

Noto per alcuni fossili comprendenti ossa degli arti ed uno strano cranio piuttosto lungo scoperto successivamente in Cina, questo animale è stato classificato nel gruppo dei teropodi tetanuri e risulta da recenti analisi cladistiche un Tirannosauroideo molto vicino all'origine dei Tirannosauridi veri e propri; sebbene alcuni studiosi lo classificano come Tirannosauride Albertosaurino, risulta quindi essere un antenato di Albertosaurus ed in seguito di Tyrannosaurus rex. La lunghezza di questo dinosauro comunque era decisamente inferiore rispetto ai Tirannosauridi successivi dal momento che misurava circa 5 metri, mentre il peso doveva aggirarsi per grandi linee sulla mezza tonnellata. Probabilmente si nutriva di Oviraptorosauri e Pachicefalosauridi tipici del suo ecosistema. Il nome Alectrosaurus significa "lucertola senza compagno".

## Parenti stretti
Un probabile parente stretto di questo tirannosauroide è Alioramus, ma le carene nodose sul cranio caratteristiche di quest'ultimo non sono presenti in Alectrosaurus. Inoltre i denti, al contrario di quelli di Alioramus, sono corti.